# Gorenji Log, Bovec
Gorenji Log (včasih Gornji Log in pogosto sinonim za Srednji Log) je nekdanje samostojno naselje v občini Bovec na severnem Primorskem. Danes je del vasi Log pod Mangartom.

## Geografija
Gorenji Log je danes vaško središče Loga pod Mangartom. Nekateri viri ločijo dve nekdanji naselji v vaškem središču: Gorenji Log severno od cerkve sv. Štefana in Srednji Log južno od cerkve. Drugi viri ju označujejo kot eno samo naselje z imenom Gorenji Log, tretji pa kot samo eno naselje z imenom Srednji Log.

## Ime
Nemška (Oberbreth, Mittelbreth, Unterbreth) in italijanska imena (Bretto di sopra, Bretto di mezzo, Bretto di sotto ali Bretto Sopra, Bretto Médio, Bretto Sotto) vseh treh krajev se razlagajo kot izpeljana iz italijanske besede prato, »travnik«. Zemljevidi in tiskani viri imeni Oberbreth in Bretto di sopra uporabljajo za Strmec na Predelu in ne za vaško središče Loga pod Mangartom.

## Zgodovina
Gorenji Log (imenovan kot Srednji Log) je imel leta 1880 161 prebivalcev v 40 hišah, leta 1890 162 prebivalcev v 37 hišah, leta 1900 pa 195 prebivalcev v 38 hišah. Leta 1953 je bil priključen Logu pod Mangartom in s tem izgubil status samostojnega naselja.